# Svätý Peter
Svätý Peter (em húngaro: Komáromszentpéter) é um município da Eslováquia, situado no distrito de Komárno, na região de Nitra. Tem 34,33 km² de área e sua população em 2018 foi estimada em 2.793 habitantes.

## Demografia
| Ano:        | 1994 | 2004   | 2014   | 2024   |
| ----------- | ---- | ------ | ------ | ------ |
| Broj ljudi: | 2636 | 2611   | 2745   | 2700   |
| Razlika:    |      | -0,94% | +5,13% | -1,63% |

| Ano:               | 2023 | 2024   |
| ------------------ | ---- | ------ |
| Número de pessoas: | 2708 | 2700   |
| Diferença:         |      | -0,29% |